# Памятник пионерам-героям (Лысьва)
Памятник пионерам-героям (Памятник учащимся и учителям школы № 3) — памятник пионерам Великой Отечественной войны в городе Лысьва Пермского края.
Этот памятник посвящён учащимся и учителям лысьвенской школы № 3, погибшим на фронтах войны. На вечере встречи «20 лет спустя» те, кто в 1941 году учился в школе, решили увековечить память своих учеников и учителей, оставшихся на полях сражений Великой Отечественной войны. Был объявлен сбор средств. С подписными листами в городе обошли более трехсот квартир выпускников. Старейшая учительница школы Е. И. Самойловова отправила больше 600 писем выпускникам по все стране. Необходимые деньги были собраны.
Открытие памятника состоялось в ноябре 1974 года. Местом монумента стала площадка рядом со школой на улице Мира, автор — местный скульптор Л. А. Кузнецова. Скромная композиция представляет собой окольцованную красным пионерским галстуком руку, сжимающую автомат. Рядом с памятником имеется белая стела с мемориальными досками, на которых написаны 105 фамилий погибших учеников и текст: «И у мертвых, безгласных есть отрада одна — мы за Родину пали, но она спасена!» Сверху стелы установлен барельеф воинов Красной армии. В частности, на мемориальной доске указано имя Леонида Владимировича Мезенцева (1924—1943), который окончил школу в 1942 году и в сентябре этого же года был призван на службу в армию. Погиб в декабре в 1943 года.
В связи с реконструкцией школы № 3 композицию перенесли в другое место, и теперь она расположена во дворе самой школы.